# Вышневолоцкий областной драматический театр
Вышневоло́цкий областной драматический театр — драматический театр в Вышнем Волочке. Один из старейших профессиональных провинциальных театров в России.

## История

### До 1918 года
Вышневолоцкий театр был основан в 1896 году по инициативе почетного гражданина и потомственного купца Николая Никифоровича Федорова как драматический кружок. Первое выступление состоялось 6 декабря 1896 года на сцене Дома трудолюбия водевилем В. Величко «Первая муха». В нем принимали участие и те, кто вложил средства в создание театра — купцы Николай Фёдоров, Василий Демидов, Николай Красильников. Создание театра также поддержала актриса Вера Комиссаржевская, которая часто отдыхала в имении своего дяди в пригороде Вышнего Волочка.
Драматический кружок был основан горожанами-любителями театрального искусства, среди которых были М.В. Никитина (Демидова), Е.В. Буховецкая, В.А. и С.А. Вальковские, Арсений, Августа и Антонина Воскресенские, А.Д. Станиславова, И.И. Самарин, А.П. Кудряшов, А.А. Буянский, И.Н. Леонов и другие.
Значительную роль в становлении и развитии театра сыграл его первый художественный руководитель Василий Григорьевич Демидов, ставший профессиональным актёром и режиссёром. Он определил репертуар, ориентированный на русскую классику. Демидов был бессменным руководителем драмкружка до 1918 года. Его соратником была супруга, ведущая актриса труппы, Мария Васильевна Демидова-Никитина.

### Советский период
В 1917 году драматический кружок был реорганизован в Центральный рабочий клуб, а в 1918 году — в Народный театр Вышневолоцкого Совета депутатов трудящихся. В этот период театром руководили Н.А. Шульц, А.А. Буянский и Ф.Г. Викентьев. А.А. Буянский, участвовавший в драмкружке с 1902 года и затем в Народном театре, сыграл более 900 ролей, многие из которых были поставлены им лично.
В 1931—1935 гг. в Вышнем Волочке работал синтетический театр, которым руководил талантливый актер и режиссер Николай Михайлович Немиров. В театре работали сорок актёров, балетная группа и оркестр. В репертуаре театра были как драматические, так и музыкальные спектакли, такие как «Маскарад», «Живой труп», «Анна Каренина», «Весёлая вдова», «Цыганская любовь».
В синтетическом театре начинали свой путь уроженцы Вышнего Волочка народный артист СССР Иван Петрович Дмитриев и лауреат Государственной премии СССР Василий Васильевич Лещев.
В июне 1941 года мирная жизнь театра оборвалась с началом войны. В первые дни июля на фронт ушли артисты: М. Лишневский, И. Орлов, И. Романов, Н. Филатов, А. Белов, П. Дьячков, П. Андреев, К. Секретарев, В. Фирсов и другие. За годы войны сыграли свыше 1,6 тыс. спектаклей, дали около 800 концертов.
С 1949 по 1954 год в театре играла Айшет Ахмедовна Кинжалова (Магомаева), исполнявшая роли классических героинь. В 50-е годы в Вышневолоцком театре выступала Валентина Ивановна Караваева.
На протяжении почти сорока лет театру служили артисты Михаил Андреевич Гульков и Альфред Васильевич Нейман. Гульков был  исполнителем ролей в пьесах А. Островского, а Нейман — острохарактерным и разноплановым актером.
14 января 1972 года в Вышнем Волочке состоялись торжества, посвященные 75-летнему юбилею театра. Вышневолоцкий театр был награждён Почетной грамотой Президиума Верховного Совета РСФСР, артистке Татьяне Павловне Жуковской присвоено звание заслуженной артистки РСФСР, а директору театра Георгию Николаевичу Зайцеву — звание заслуженного работника культуры РСФСР.
С 1967 по 1990 год театром руководил Виктор Алексеевич Синицын, который также был актером и режиссером. Он поставил пять своих пьес, а в 1988 году получил звание заслуженного деятеля искусств РСФСР.

### Современность
В декабре 1990 года завершилась полная реконструкция здания Театра. 
В октябре 1994 года Вышневолоцкому театру было предоставлено право организовать и провести театральный фестиваль малых городов «Надежды России».
В июне 1995 года Указом Президента Российской Федерации звание заслуженной артистки России было присвоено Таисии Павловне Назаровой, актрисе Вышневолоцкого театра. Т.П. Назарова работает в театре с 1966 года, исполнив более 100 ролей в классическом и современном репертуаре. Её талант, сценическое обаяние и высокая работоспособность позволили ей полностью раскрыть свои творческие способности и завоевать любовь зрителей.
С 1992 года режиссёром-постановщиком Вышневолоцкого театра является Дмитрий Андреевич Леонтьев. Этот вдумчивый и требовательный режиссёр поставил такие спектакли, как «Деревья умирают стоя», «Лекарь поневоле», «Игра в джин», «Предложение», «Юбилей» и «Британник».
С 2006 года главным режиссёром театра стал Владимир Яковлевич Коломак. Под его руководством спектакли театра вызвали новый интерес зрителей и привлекли молодую аудиторию, ставшую новым поколением театральных поклонников.
К знаковым работам В.Я. Коломака в этот период можно отнести спектакли «Леди Макбет Мценского уезда», «Папа, папа, бедный папа», «Тринадцатая звезда», «Йоркские ведьмы», «Поздняя любовь», «Ретро», «Свадьба», «Пиковая дама». С этими и другими постановками театр успешно гастролировал в Москве, Твери и других городах близлежащих регионов.

## Репертуар
По состоянию на 2025 год

### Взрослый
- «Капитанская дочка» (А.С Пушкин, драматическая повесть, реж. А.Кирпичев)
- «Ханума» (В. Константинов и Б. Рацер, музыкальная комедия, реж. А. Кузнецов)
- «ФеЯричное путешествие» (К. Благовещенская, спектакль-концерт, реж. А. Кузнецов)
- «Три желания Лики Смирновой» (Н.Шор, драма)
- Арт-кабаре «Бродячая собака» (К. Благовещенская, музыкально-поэтический спектакль)
- «Тартюф» (Жан-Батист Мольер, комедия)
- «Жизнь человека» (Леонид Андреев, стилизованная драма)
- «Я жив, пока вы помните меня» (И. Коваленко, музыкально-литературная композиция)
- «Чайка» (А.П. Чехов, танго жизни)
- «Вечера на хуторе близ Диканьки» (Н.В.Гоголь, мистическая комедия)
- «Примадонны» (Кен Людвиг, комедия)
- «Жениха вызывали, девочки?» (А. Иванов, комедия)
- «Таська» (Малика Дубина, драма)
- «Маскарад» (М. Лермонтов, драма)
- «Девушка-гусар» (Федор Кони, водевиль)
- «Вышел ангел из тумана» (П. Гладилин, семейная история)
- «Морфий» (М. Булгаков, драма)
- «Любовь и голуби» (В. Гуркин, лиричечская комедия)
- «А зори здесь тихие...» (Б. Васильев, лирическая драма)
- «Небесный тихоход» (К. Ретихин, С. Тимошенко, спектакль-концерт)

### Детский
- «ЁЖИКиЕГОДРУЗЬЯ» (по мотивам сказок Сергея Козлова, уютная сказка)
- «Умная собачка Соня» (А.Усачев, сказка в чемодане)
- «Маугли» (Редьярд Киплинг, сказка)
- «Вредный заяц» (М. Супонин, сказка)
- «Дорогое существо» (Г. Дядина, игра в стихах)
- «Влюблённая коза» (А. Кружнов, лирическая сказка)
- «Золушка» (И. Миногин, музыкальная сказка)
- «Волшебник Изумрудного города» (Лаймен Фрэнк Баум, сказка-фэнтези)
- «Метелица» (Братья Гримм, сказка)
- «Доктор Пилюлькин» (О. Емельянова, спектакль-клоунада)
- «Снежная королева» (Ганс Кристиан Андерсен, сказка-фэнтези)
- «Суперзаяц и браконьеры» (Иван Чернышёв, сказка-комедия)
- «Волшебная лампа Аладдина» (Д. Голубецкий, сказка)
- «Пират Антошка» (Олеся Емельянова, волшебное происшествие)
- «Как Кощей Бессмертный на Василисе женился» (Юрий Боганов, сказка наперекосяк)
- «Клочки по закоулочкам» (Г. Остер, сказка)
- «Золотой цыплёнок» (Владимир Орлов, сказка)
- «Золотая рыбка» (Игорь Шишкин, сказка)
- «Не улетай» (А. Болдинов, поэтичная сказка)
- «Вовка в тридевятом царстве» (В.Коростылев, сказочный квест)